# Renealmia cincinnata
Renealmia cincinnata là một loài thực vật có hoa trong họ Gừng. Loài này được (K.Schum.) T.Durand & Schinz miêu tả khoa học đầu tiên năm 1894.